# Скендер Зогу
Скендер Зогу (алб. Skënder Zogu; род. 3 июня 1933, Давос, Швейцария) — представитель рода Зогу. Единственный сын Джелал-бея Зогу (1881—1944) от его третьей жены Файки Ханум (1897—1935). На данный момент является старейшим членом рода. С 2011 года является наследником главы королевского дома Албании.

## Биография
Скендер Зогу родился 3 июня 1933 года в Давосе, Швейцария. Когда ему было шесть лет, итальянские войска вторглись в Албанию и свергли короля Ахмета Зогу. После этого он отправился в изгнание вместе со своей семьёй. Скендер приходится свергнутому королю сводным племянником. Сначала его семья поселилась в Турции, затем в Египте и наконец в 1950-х во Франции.
Он получил образование Технологическом колледже Хаддерсфилда. Во время учебы он был вице-президентом, а затем президентом Студенческого союза. После учёбы Зогу некоторое время работал в компании Francolor. Затем он работал менеджером по продажам текстиля в KVK Danemark.
9 апреля 1961 года умер король Ахмет Зогу. Через два дня после смерти Скендер его организовал похороны. Зогу рассказывает о жизни своего дяди в книге, выпущенной в 2017 году. Книга вышла на английском языке в 2020 году.
С 1980 по 1995 год он возглавлял пресс-службу Королевского суда Албании в изгнании. В 1993 году он вернулся в Албанию, прожив в изгнании 54 года.
16 ноября 2012 года он вместе с послом Юллетом Аличкой репатриировал останки Ахмета Зогу из Франции в Албанию, где они были помещены в мавзолей королевской семьи.
Скендер Зогу известен тем, что защищает наследие королевской семьи. В 2017 году он раскритиковал албанского политика Альфреда Пезу, написавшего пренебрежительные комментарии в адрес королевской семьи. Зогу заявил, что Пеза «был человеком без культуры и характера», у которого не было шансов встретиться с королевской семьей или войти во дворец.
Зогу вышел на пенсию в 1999 году.  На данный момент он живет в особняке, в Шантийи, во Франции. Большую часть жизни он проработал инженером-химиком. Он является активным членом Партии движения за легальность, монархической партии в Албании.

## Личная жизнь
10 ноября 1962 года Скендер Зогу женился на Жаклин Косме (1932—2001). В браке родилась единственная дочь:
- Вирджиния Александра Геральдина Зогу (род. 25 января 1963), 6 июня 1987 года вышла замуж за Рафаэля де Уррести (род. 18 октября 1959). У них есть сын и дочь:[8]
  - Флорент де Уррести (род. 12 мая 1989)
  - Филипинна де Уррести (род. 20 марта 1990)